# Bertha György Művelődési Ház
A Bertha György Művelődési Ház egy Rábahídvégen található épület, amely Bertha György országgyűlési képviselőről kapta a nevét és a község egyik legfontosabb épülete, csomópontja, rengeteg közösségi kulturális programmal rendelkezik, számtalan foglalkozásnak, tanfolyamnak, klubnak és csoportnak ad helyet.

## Története

### 20. század

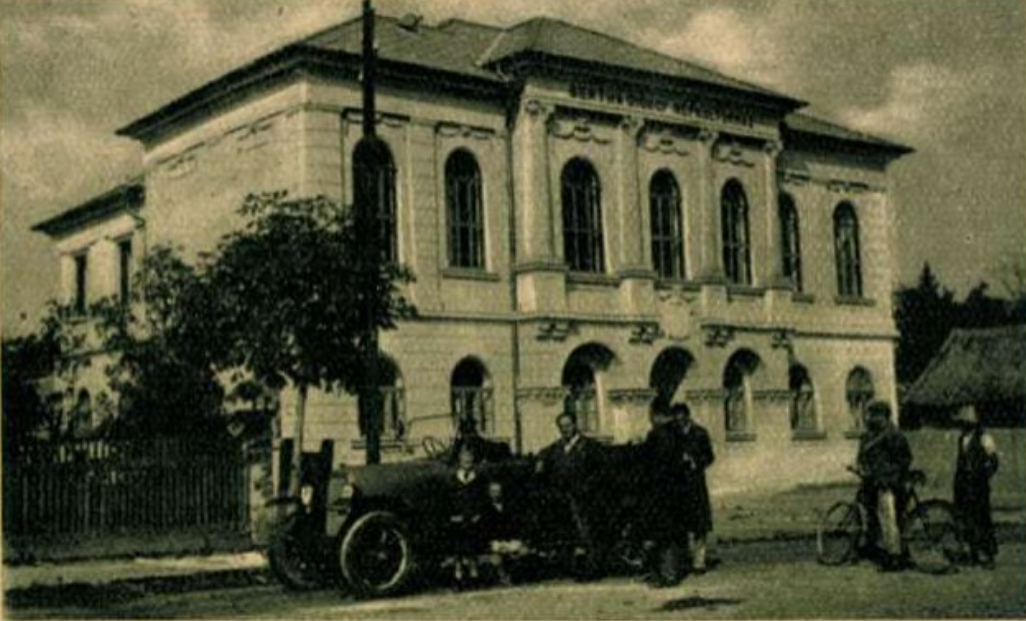
A Bertha György Népkultúrház felavatása, 1930

Bertha György országgyűlési képviselő rábahídvégi lakos volt. Két fia született, Aladár (1870-1895) és András (1873-1873), ám mivel fiatalon elhunytak, így nem lettek utódai, ezért a végrendeletében úgy nyilatkozott, hogy halálakor vagyona jelentős részét jótékonysági célokra fordítsák a község javára. Lakhelyét, a Bertha-kastélyt és a később alapítványi célra fordított 308 kataszteri holdnyi ingatlanát keresztlányára, a Seebach családból származó Seebach Matild bárónőre (1875–1964) hagyta. Elrendelte, hogy a település ezeknek az ingatlanoknak a jövedelméből egy óvodát, női kézimunka-iskolát, kertészeti iskolát, téli gazdasági tanfolyamot és szegénykonyhát állítson és tartson fenn, ezért létrehozták később a Bertha-alapítványt.
Szándékai ellenére ezek csak később valósulhattak meg az első világháború és az akkori bizonytalan gazdasági helyzet miatt, ráadásul az alapítványi birtok bérjövedelméből gyűjtött tekintélyes tőke a pénzromlás idején elveszett. A földbirtokreform céljaira közel 100 hold ingatlant vettek igénybe, amely így is a kisgazdák és a földnélküliek segítségét szolgálta részben házhelyek, részben szántóföld formájában. Vass József akkori népjóléti miniszter, az alapítvány legfőbb őre 1927-ben úgy ítélte meg, hogy ideje Bertha György szándékait megvalósítani: utasította a községet, hogy az intézmények elhelyezésére egy alapítványi házat építsen. A földművelésügyi kormány 10.000 pengő segélyt utalt ki azzal a kikötéssel, hogy az alapítványi épület egyben népház is legyen, és bővítsék ki egy gazdaköri, egy népkönyvtári helységgel és egy nagyobb előadói teremmel. A tervpályázat és versenytárgyalás után az építkezés 1929 szeptemberében indult meg (más források szerint 1928-ban kezdték el megépíteni) Hochholtzer Ödön szombathelyi építészmérnök tervei szerint. Az építési munkát Zsolnay Mihály tervező-építőmesternek és Schildayer József építési vállalkozónak ítélte oda a község előljárósága 76.827.11 pengő összeggel.
Végül 1930-ban készült el a Bertha György Népkultúrháznak nevezett francia klasszicista, neobarokk és copf stílusú épület 80.000 pengős költségből. 1930. október 18-án este Rábahídvég lakói fáklyás menetben vonultak ki az alapító sírjához, amit megkoszorúztak. Másnap nagy ünnepség keretében gróf Mikes János szombathelyi püspök felavatta és felszentelte a művelődési házat: az átadáson a népjóléti, kultusz- és földművelési minisztérium, a vármegyei és a járási közigazgatás és a tanfelügyelőség is képviselve volt számtalan személy által (pl. Tarányi Ferenc, gróf Batthyány Zsigmond, Békássy István), melynek programja eképpen zajlott:
- Reggel 8-9 óra: vendégek fogadása
- 9:30: püspöki szentmise
- Egyházi beszéd: Huszár Mihály sárvári apátplébános, országgyűlési képviselő
- Felszentelés, Bertha György emléktábla leleplezése: gróf Mikes János megyéspüspök
- Emlékbeszéd: Bezerédj István felsőházi tag
- Üdvözlőbeszédek, díszmenet az épület homlokzata előtt

A főutcán a résztvevőket díszkapu várta, akiket délben báró Seebach Károly (1874–1934) rábahídvégi földbirtokos és két nővére, Amália (1879–?) és Matild (1875–1964) látott vendégül, melynek során több felköszöntő is elhangzott, majd végül este tűzoltómulatsággal fejeztek be az ünneplést.
Az épületben helyett kapott a kikötésben szereplő előadóterem, kultúrszoba, gazdaköri és könyvtári helység mellett leventeotthon, szegény sorsú gyermekek számára óvoda és egy tanítói, óvónői lakás is. A Mayer Sándor szombathelyi szobrász által készített bejárata fölötti relief Bertha György arcképét ábrázolja füzérdísszel övezve, amit a felavatás napján lepleztek le. Az óvodát és az alapítvánnyal kapcsolatos egyéb népgondozó és kulturális munkák ellátását a község a Szociális Testvérek Társasága nevű rendre bízta, Szekér Antal plébános és Boldizsár Péter községi főjegyző felügyelete alatt, akik 1930. október 1-én le is telepedtek Rábahídvégen, majd a Bertha-kastélyban laktak. Később az épületet átnevezték Bertha György Kultúrotthonra, amiben mozigépház is működött. A Bertha-alapítványból segélyezték a település rászorulóit, a szegénykonyhát is ebből tartották fenn. A kertészek oktatása csak két évig tartott. 1983 novemberében történt meg az első felújítás a helyi kisiparosok segítségével: kőművesek, ácsok hozták helyre társadalmi munkában, az építőanyagot a tanács adta hozzá.

### 21. század
2014 előtt pályázatok, az önkormányzat és az új Bertha-alapítvány támogatásával elkezdték Tölgyesi Ernőné tervei alapján a második felújítást, az épület korszerűsítését: így lett internet, lift, felújították a mosdókat, a nagyterem parkettát kapott, a mozigépház helyett galéria lett, megújult a tetőt, az északi homlokzatot leszigetelték, valamint rendezték az épület előtti teret, mindez sok falubéli lakos társadalmi munkájának a segítségével. A forrást IKSZT-pályázaton nyerték, 47 millió forintot költöttek a belső felújításra. Végül 2014. október 4-én avatták fel délután 14 órakor, ekkor vette fel a Bertha György Művelődési Ház nevet, színvonalában pedig egy kastélyhoz hasonlít. A köszöntőt Borsits Zoltán polgármester és dr. Wessely István tartotta.

## Kialakítása
Szabadon álló, L-alaprajzú, egyemeletes épület, középrizalitja diszkért előrelépésű.
- Pillérek: négy négyzet-keresztmetszetű pillérre támaszkodik az emeleti részen a négy ión oszlop, amik a falból háromnegyed kiülésűek, lábazatuk egy-egy díszes konzolra támaszkodik, alattuk pedig két-két díszítő konzol van. A földszinti pillérek fejezetei akonthuszos kiképzésűek. A rizali pillérei félköríves záródásúak, mögöttük mélyenülő, szintén félköríves záródású két ablak van, középen pedig a félköríves fejezetű főbejárati ajtó, gótikus ikerablakokkal. Felette található Bertha György reliefje, díszes konzolból kiinduló füzérdíszekkel.
- Főhomlokzat: kváderesen hornyolt, a rizalit ívelt fejezetű, az ablakok és ajtó felett vízszintes és tört sávozással hornyolt. A mélyen ülő ablakok és a főbejárati ajtó béllelete is hornyolt. Az emeleti ablakok félköríves záródásúak, jelentős könyöklőpárkánnyal, alattuk táblás sávos köténydísszel. Az ablakok felett konzolokból kiinduló íves derékszögben megtört füzérdíszekkel ékesített falrész van (a rizalit melletti nyílászárók dísze is ilyen).
- Belső kialakítása: a fogadó folyosón keresztül a földszinti fogadóba lehet eljutni, ahonnét egy kőmellvédkorlátos, két copf stílusú kőváza díszítésű, kettős pihenővel rendelkező, két tartópilléren nyugvó lépcsőzet vezet fel egy tágas emeleti fogadóba, magára az emeletre. Innét nyílik egy stukkódíszes, három bejárati ajtós, 150 fő befogadású díszterem, külön színpaddal, öltözőkkel és azt kiszolgáló helyiséggel.
- Udvar: a főépülethez külön bejárattal kapcsolódik az úgynevezett személyzeti lakrész, benne külön belső lépcsőházzal, loggiákkal és folyosókkal. Ebben a neobarokk hatású épülettömbben laktak korábban a tanítók és az óvónők, illetve van a ház konyhája, alatta pedig a pince húzódik.[3]

## Rendezvények
A következő eseményeknek adott otthont a művelődési ház:
- 1996 október, Vörös Ferenc, festménykiállítás[20]
- 2013 szeptember, Löffler Villi, fotókiállítás, Itt van az ősz, itt van újra[21]

## Galéria

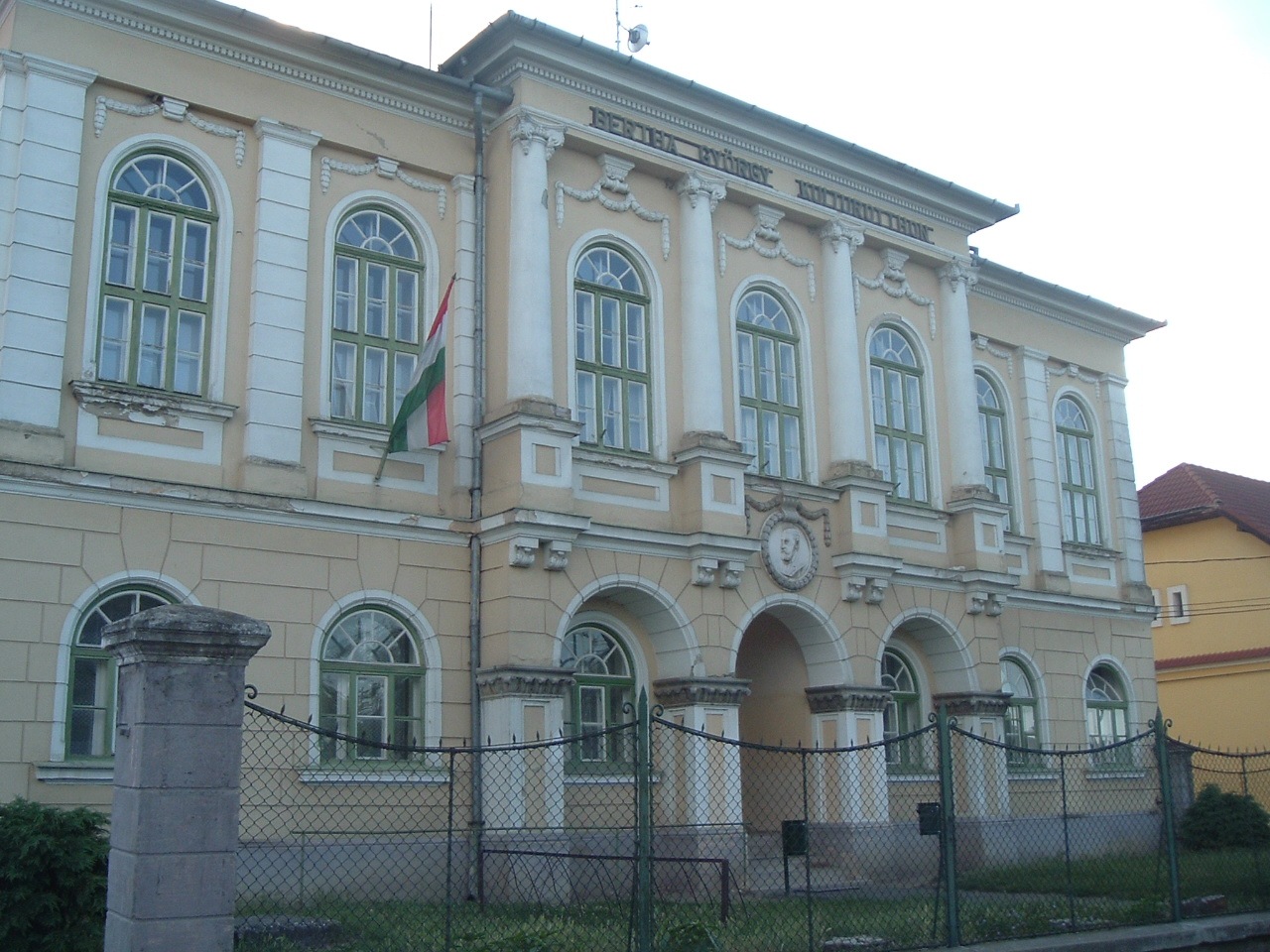
A Bertha György Kultúrotthon 2007-ben
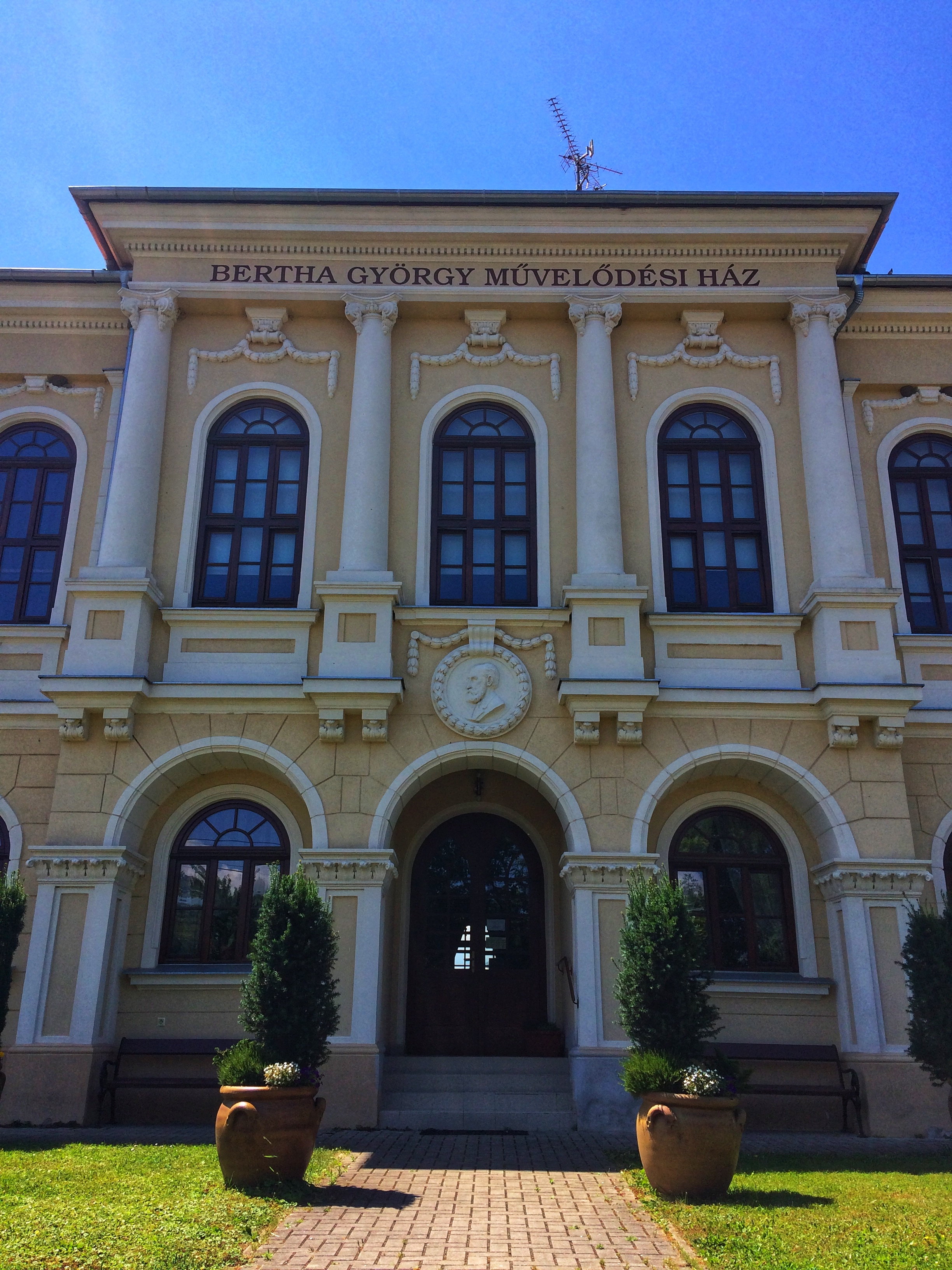
Az épület bejárata 2023-ban
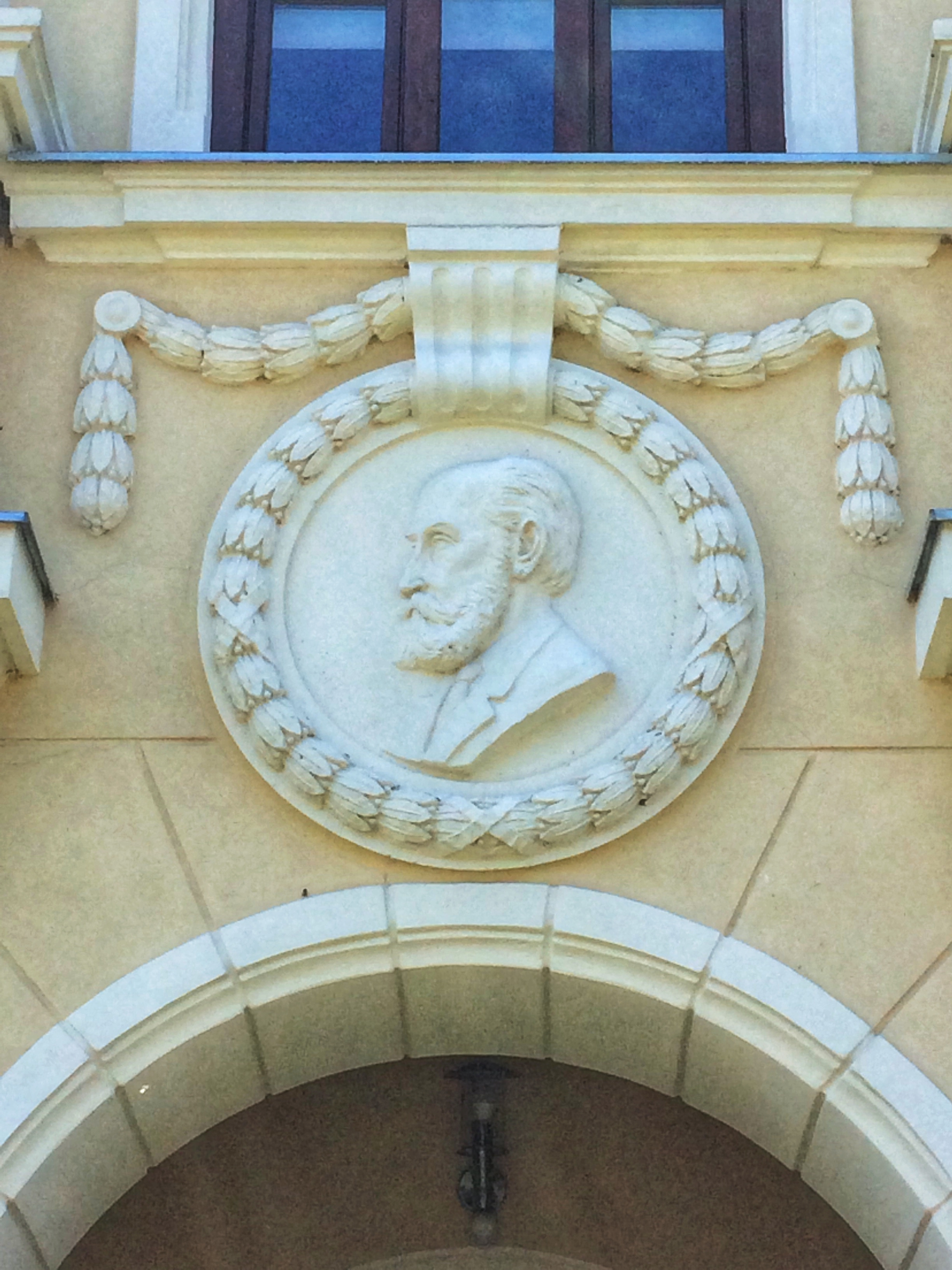
A bejárat feletti relief Mayer Sándor szobrász munkája
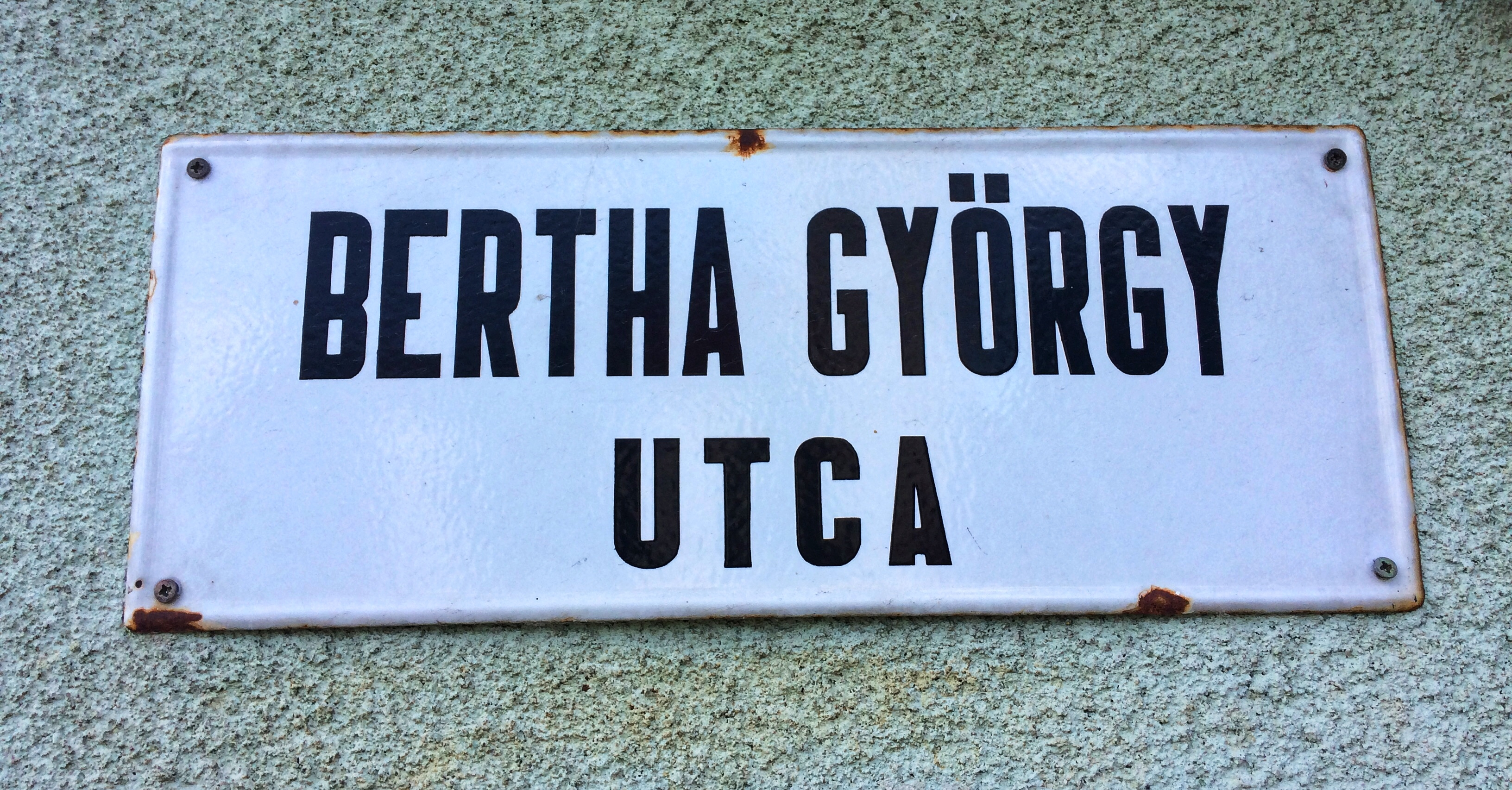
Az utca névtáblája